# Elatostema hirtellum
Elatostema hirtellum là loài thực vật có hoa trong họ Tầm ma. Loài này được (W.T.Wang) W.T.Wang mô tả khoa học đầu tiên năm 1990.